# Джесика Сута
Джесика Лин Сута (на английски: Jessica Lynn Sutta) е американска певица, актриса, модел, моден дизайнер и телевизионна водеща, най-известна като една от певиците в Пусикет Долс.
Към групата се присъединява през 2003 г. През 2010 г. започва солова кариера с издаването на песента I Wanna Be Bad.

## Дискография

### Студийни албуми
- Feline Resurrection (2016)
- I Say Yes (2017)

### Сингли
- Show Me (2011)
- Again (2013)
- Lights Out (2013)
- Let It Be Love (2015)
- Feline Resurrection (2015)
- Damn (I Wish I Was Your Lover) (2015)
- Forever (2016)
- Distortion (2016)

### Промоционални сингли
- I Wanna Be Bad (2010)
- Candy (2014)
- Bottle Bitch (2015)
- Get Lost (2016)
- When a Girl Loves a Boy (2017)